# Slant Magazine
A Slant Magazine é uma publicação online que se caracteriza por reviews de filmes, música, DVD e shows de TV, assim como interviews de atores, diretores e músicos. Roger Ebert tem sido chamado de co-produtor e o editor de filme Ed Gonzalez um "crítico que eu admiro" por causa do seu "estilo forçado de escrever". O site foi lançado em 2001, frequentemente covers de festivais de filmes como o Festival de Cinema de Nova Iorque.

## Estilo e atitude
A seção de música da Slantoriginalmente focou na música pop, mas nos anos recentes mais música indie-oriental tem sido caracterizada no site.
Ambas as secções de filme e música são muito faladas sobre seu desprezo por Hilary Duff.
Desde de que a Guerra do Iraque começou, o editorial teve obtido mais política, mas o foco permaneceu em entretenimento. A revista Slant Magazine também é referencia na cultura pop.

## Sistema de avaliações (ratings)
Slant aplica dois diferentes sistemas de avaliação:
- Filmes e programas de televisão são avaliadas usando o tradicional sistema de 4-estrelas ()
- Álbuns musicais e Filmes são avaliados com 5-estrelas ()

Slant Magazine